# Annakirche (Wien)
Koordinaten: 48° 12′ 15,6″ N, 16° 22′ 19,7″ O
Die Annakirche ist eine römisch-katholische Ordenskirche in der Annagasse 3b im 1. Wiener Gemeindebezirk Innere Stadt. Das Kirchengebäude steht unter Denkmalschutz (Listeneintrag). Als Kirchengemeinde gehört die Annakirche zur Erzdiözese Wien. Namensgeber des im Mittelalter entstandenen Gotteshauses ist die heilige Anna.
Nach der St.-Anna-Kirche wurde 1750 die Annagasse benannt, die früher Pippingerstraße hieß; dieser Straßenzug wurde erstmals 1290 urkundlich erwähnt.

## Lage
Das Kirchengebäude steht in einer engen Gasse der Wiener Altstadt und nur die Südseite bietet freie Sicht auf die Fassade und den Turm. Die Giebel des Sakralgebäudes sind zwischen Wohn- und Geschäftshäusern eingebaut. Die Nordseite blickt auf einen bebauten Innenbereich.

## Geschichte
Im Jahr 1415 kaufte die Wienerin Elisabeth Wartenauer das Grundstück, auf dem kleine Gebäude aus der Kärntner Straße 37 standen. Mit einer Stiftung im Jahre 1418 entstand dort ein Pilgramhaus, und in der Annagasse 3a wurde ein Pilgerspital gebaut. Ein Jahrhundert später wurde in der Annagasse 3b die Annakirche als spätgotische vierjochige Saalkirche mit Strebepfeilern und einem Dachreiter über dem westlichen Giebel errichtet und 1518 eingeweiht. Im Jahr 1531 wurden die Gebäude an den Orden der Clarissen übergeben, als Ersatz für deren Aufgabe des Klosters St. Clara am Albertinaplatz. Im Jahre 1582 ließ Kaiser Rudolf II. die Gebäude an die Jesuiten übereignen, welche von 1627 bis 1629 auf der Kärntner Straße 37 Ecke Annagasse 3 und 3a und Johannesgasse 4 und 4a ein neues Jesuitennoviziat errichteten.
Von 1629 bis 1633 erfolgte eine frühbarocke Umgestaltung der Annakirche, wobei der gotische Chorschluss, der Dachreiter und die Gewölbe abgebrochen wurden, und der Saalbau um zwei Joche in den Baukörper des Noviziates nach Westen erweitert wurde. Dazu erfolgten Kapelleneinbauten zwischen den Strebepfeilern, eine Neueinwölbung des Saalbaues und die Errichtung eines Kirchturmes im Osten des Chores mit einem Wohnhaus in den Untergeschoßen. Am 20. November 1633 wurde im Beisein der Kaiserin Maria Theresia und des Kaisers Ferdinand II. die erweiterte Kirchenweihe gefeiert.
Die im Jahr 1694 durch Leopold I. gegründete Bruderschaft zur heiligen Anna führte 1696 zum Anbau einer hochbarocken Kapelle des hl. Franz Xaver hinter der Saalkirche; sie wurde im Jahr 1709 eingerichtet und heißt heute Annakapelle. 1716 wurde unter der Regie von Christoph Tausch SJ (1673–1731) die ganze Kirche im hochbarocken Stil neu ausgestattet.
Am 25. Juni 1747 brannten durch Blitzschlag der Turm und das Dach der Kirche ab. Die Gewölbe hielten, das Dach wurde notdürftig wiederhergestellt, und so konnte am 26. Juli desselben Jahres das Annafest in Anwesenheit von Kaiserin Maria Theresia in der Kirche gefeiert werden. Im Jahre 1748 wurde der Kirchturm neu aufgebaut, und im Jahre 1751 wurde das rauchgeschwärzte Kircheninnere renoviert, wobei Le Grand (Daniel Gran) die spätbarocken Deckenfresken und das Hochaltarbild schuf. 1840 wurden Grans Fresken durch Franz Geyling in dunkleren Farben erneuert.
Nachdem im Jahre 1773 der Jesuitenorden aufgehoben worden war, betreuten Weltgeistliche die Annakirche. Ab dem Jahr 1783 fanden Messen in französischer Sprache statt. Im Jahr 1774 wurde das Noviziat in ein Schulgebäude umgewidmet, und dieses diente von 1786 bis 1876 als Sitz der Akademie der bildenden Künste. Dieses Gebäude befand sich im alten St. Annahof.
Im Jahr 1897 hat der Orden der Oblaten des hl. Franz von Sales die Gottesdienste in der Annakirche übernommen, und 1906 bekamen die Oblaten auch das Eigentumsrecht. Seit 1908 wird in der Annakirche das Allerheiligste täglich ausgesetzt und täglich Beichtgelegenheit gegeben.
In den letzten Jahren des Zweiten Weltkriegs erlitt die Annakirche etliche Schäden, blieb jedoch für Gottesdienste nach Kriegsende weiter nutzbar. Die Instandsetzung wurde vom Bundesministerium für Handel und Wiederaufbau finanziell gefördert, worauf eine steinerne Gedenktafel an der Fassade hinweist. Die Reparatur erfolgte im Jahr 1954.
Eine Restaurierung von 1969/70 beseitigte die Geylingsche Übermalung. Restaurator war der Maler Gustav Krämer, die Vergoldungen besorgte Fr. Campitell.
Von 2003 bis 2005 wurde die Annakirche unter der Federführung des Bundesdenkmalamtes Wien renoviert.

## Architektur

### Kirchenäußeres
An der Ostseite des Gotteshauses wurde der Kirchturm angebaut. Über einem rechteckigen Grundriss (etwa 12 mal 19 Meter) erhebt sich in Höhe des Dachbeginns der auf ein Achteck reduzierte schlanke Turm, der in einer mit Kupferplatten gedeckten Welschen Haube endet. Die Turmhöhe ist nicht bekannt.
In einer Glockenstube mit Schalldeckeln befindet sich ein zweistimmiges Geläut.
- Die größere der beiden Glocken, die Maria-Theresien-Glocke, wurde 1750 von Johann Josef Pfrenger gegossen. Sie hat bei einem Umfang von 1470 mm ein Gewicht von 1700 kg und klingt mit dem Schlagton c′-1.
- Die kleinere der beiden Bronzeglocken, als Zügen- oder Margarethen- und Marienglocke bezeichnet, wurde im Jahr 1747 in Wien von Franz Ulrich Scheichel gegossen. Sie hat bei einem Umfang von 520 mm ein Gewicht von 70 kg und klingt mit dem Schlagton gis″-15.

Eine dritte Glocke steht in einer Kammer unterhalb der Glockenstube und ist nicht mehr läutbar. Gießer und Gussjahr sind unbekannt.
Oberhalb der Glockenstube gibt es eine mechanisch-elektrische Kirchturmuhr mit runden Zifferblättern nach vier Seiten.
Über dem rechteckigen ebenerdigen Kirchenportal befindet sich eine symbolische Anna Selbdritt, die im 17. Jahrhundert angefertigt worden ist. Die Inschrift unterhalb der Darstellung eines Bienenkorbs, eines Kreuzes und einer Sonne mit den Buchstaben VJ lautet: „… hec …“.
Das Kirchenhaupthaus nimmt (ohne Turm) eine Grundfläche von etwa 35 Metern mal 14 Metern ein. Das Dach ist ein einfaches Pultdach, gedeckt mit Schindeln. Die früheren romanischen Strebepfeiler sind im unteren Teil des Kirchengebäudes überbaut, im oberen Teil schauen beidseitig sechs solcher Pfeiler aus dem Bauwerk heraus.

### Kircheninneres

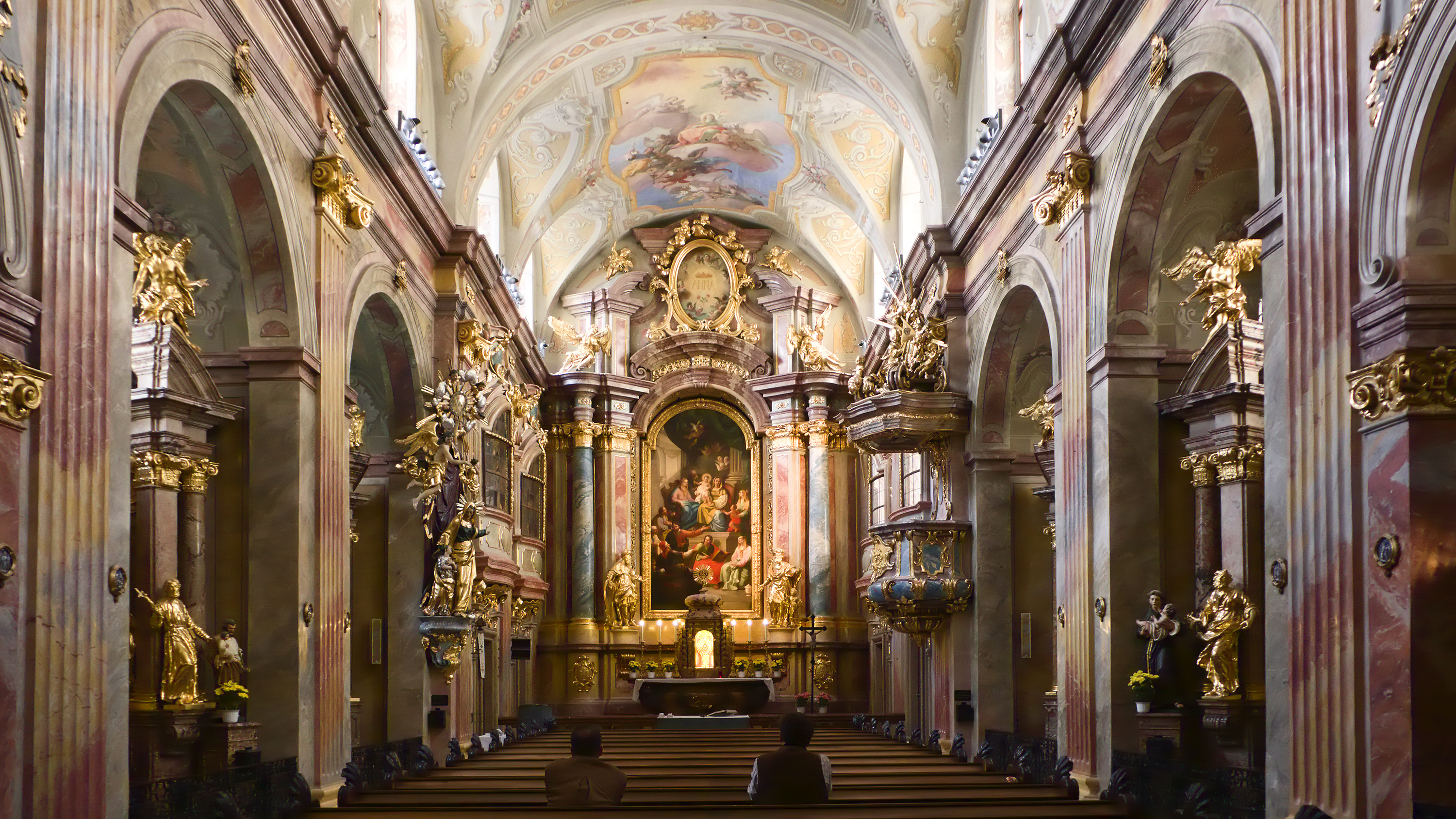
Innenraum der Annakirche

Das Gebäude ist eine einschiffige Saalkirche mit einem basilikalen Querschnitt. Ein Gurt-Tonnengewölbe mit Stichkappen bildet den inneren oberen Raumabschluss.
Der Chorraum ist eingezogen; vom Hauptraum gehen drei Kapellen ab, die größte von ihnen ist die Franz-Xaver-Kapelle mit einem ovalen Grundriss. Baufachleute vermuten, dass es sich hierbei um die historische Annakapelle handelt, die 1679 umgebaut worden ist.
Der Chor ist gegen den Hauptraum mit einer steinernen Balustrade abgetrennt.
Das Kircheninnere wird durch Strebepfeiler in ganzer Bauhöhe stabil gehalten. Vier rundbögige Joche gliedern den Hauptraum und sind mit flachen kannelierten Säulenimitationen verkleidet.
Längs der Kirchenwände sind Halbrundfenster in zwei Reihen übereinander in das Mauerwerk eingebaut. Sie tragen einfaches Fensterglas, um die reichhaltige goldene farbige Gestaltung des Inneren nicht durch bunten Lichteinfall zu stören.
Eine quer über das Kircheninnere reichende Orgelempore ersetzte im Jahr 1887 eine frühere Empore an gleicher Stelle, von der die Brüstung übernommen wurde. Unter der Empore befindet sich eine flache Andachtsnische mit einem Kruzifix.
Die Innenhöhe des Gewölbes beträgt etwa acht Meter.

## Ausstattung

### Altäre, Fresken, Kapelle

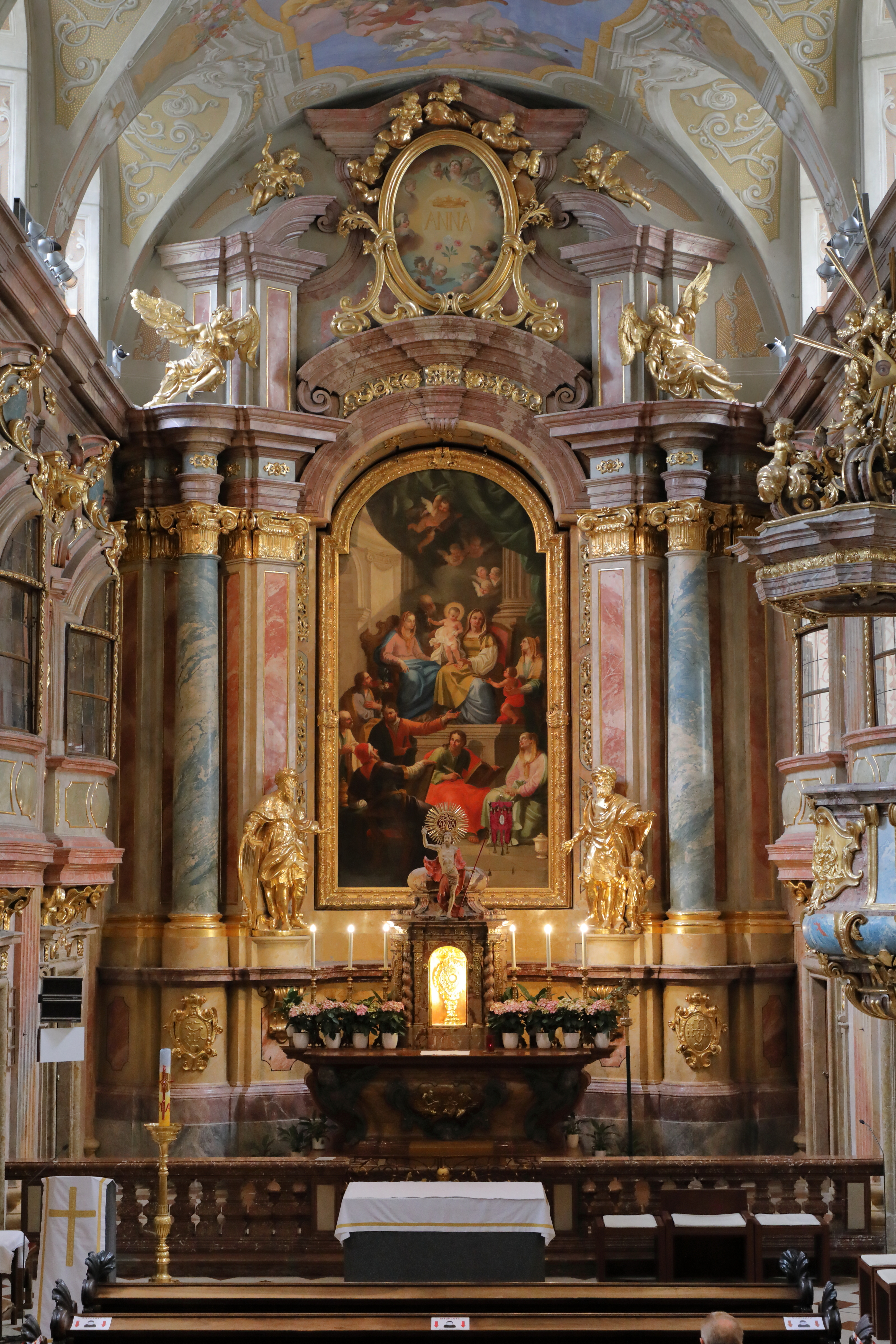
Hochaltar nach einem Entwurf von Christoph Tausch

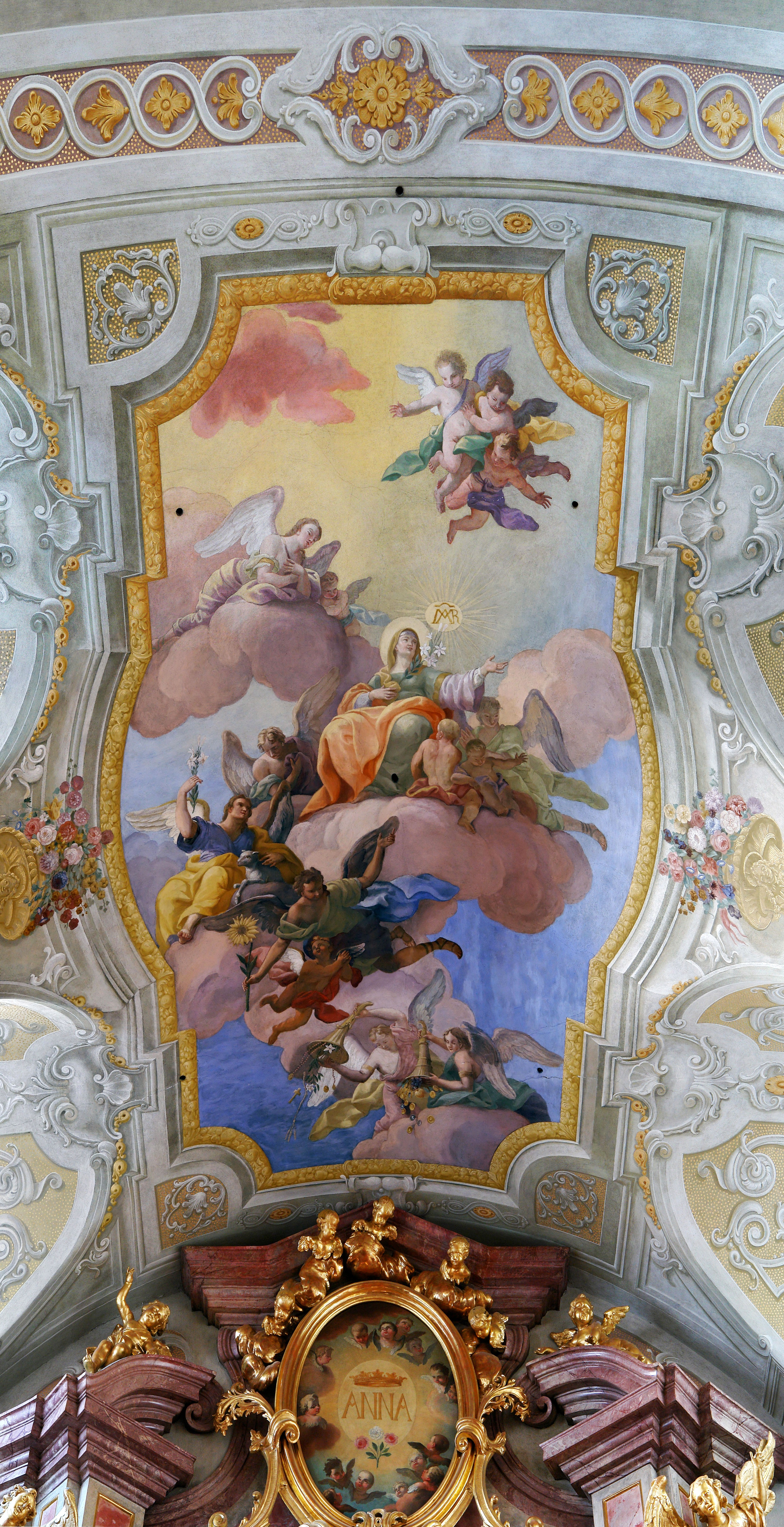
Deckenfresko

Daniel Gran (1694–1757) gestaltete das Bild der Heiligen Familie für den Hochaltar und die Deckenfresken Unbefleckte Empfängnis und Die Erlösung. Die übrigen Altarbilder Heiliger Ignatius von Loyola und Heiliger Sebastian stammen vom Wiener Kirchenmaler Johann Georg Schmidt.
Der Seitenaltar auf der nördlichen Seite im Kirchenraum ist dem Hl. Joseph geweiht. Das Altarbild, ebenfalls von Schmidt geschaffen, zeigt Joseph mit dem Jesuskind, dem er beim Ausstellen eines Schutzbriefes für einen Pilger hilft. Diese Darstellung nimmt Bezug auf die Anfänge dieser Kirche als Pilgramhaus.
Auf der Südseite befindet sich die Franz-Xaver-Kapelle wie oben dargestellt.

### Kanzel, Gestühl und Sonstiges
Am Zugang zum Chor befindet sich eine Kanzel mit achteckigem Kanzelkorb auf einer steinernen Säule. Die Kanzelaußenwände sind mit goldenen Ornamenten auf blauen Stuckmarmorflächen geschmückt. Auf dem hölzernen geschnitzten Schalldeckel ist eine kleine Figurengruppe zur Thematik das Auge Gottes gruppiert.
Die Kirchenbänke sind aus Holz gefertigt und ihre Lehnen und Wangen mit Schnitzereien verziert.
Stuckmarmor und großflächige Vergoldungen mit viel Ornamentik bekleiden die Wände der Kirche.
Der Fußboden ist mit braun/beigen Keramikplatten belegt.

### Figurenschmuck und Reliquien
Die in der Franz-Xaver-Kapelle vorhandene Anna selbdritt wird entweder Veit Stoß zugeschrieben oder dem Bildhauer, der den Altar der Kirche Mauer bei Melk gestaltet hat.
In den Kapellen befinden sich außerdem weitere Statuen von Heiligen, die als Beschützer von Pilgern, Reisenden und Kranken gelten, sie sind jedoch nicht näher bezeichnet.
Erwähnenswert ist eine Reliquie der rechten Hand der heiligen Anna in einer kostbaren Barockfassung, 1743 gestiftet von der Königinwitwe Maria Anna von Portugal, die es geerbt hat. Die Reliquie stammt ursprünglich aus Istanbul und wird mit ihrem gläsernen Reliquiar bei Hochfesten hinter dem Altartisch aufgestellt.

### Orgel

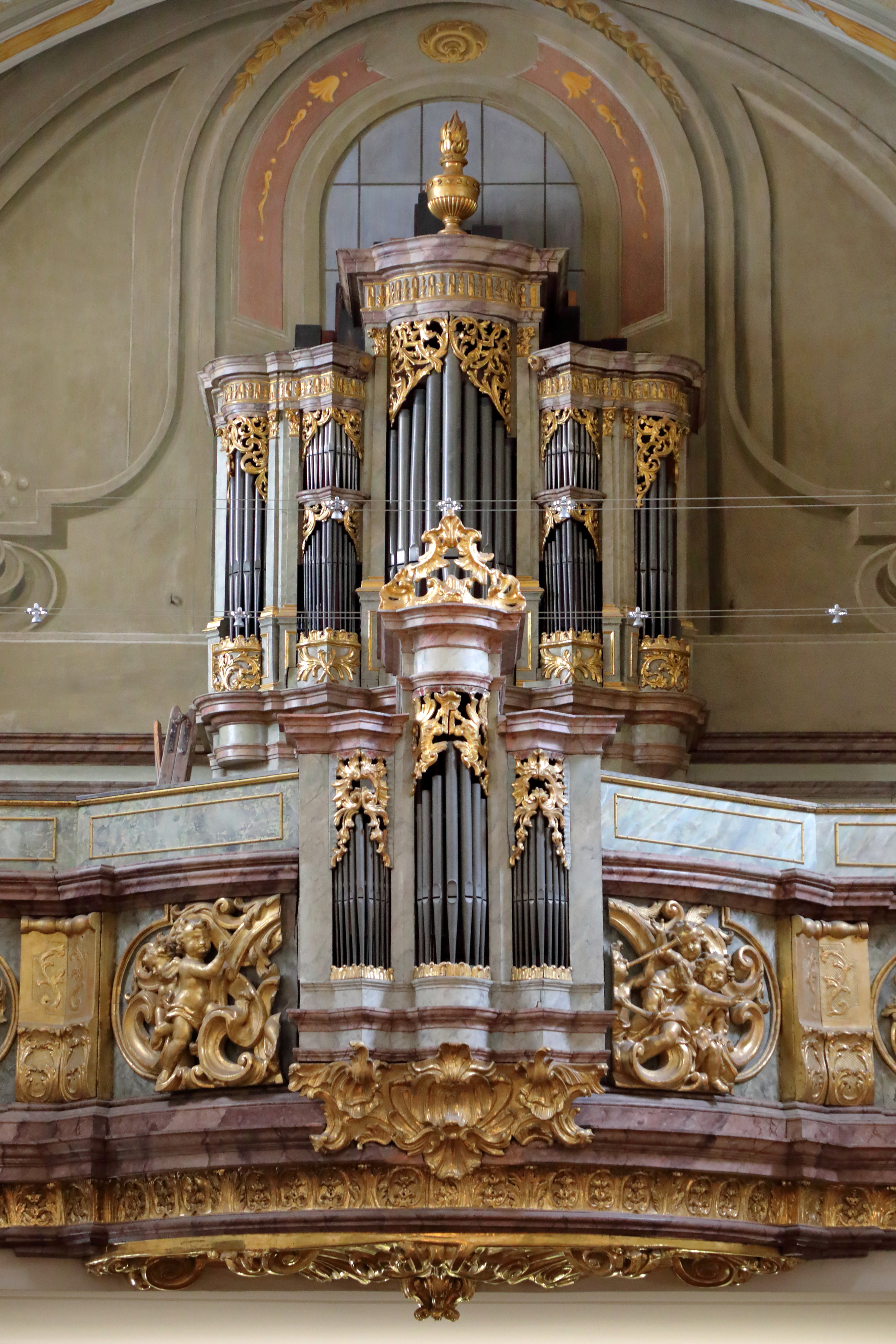
Orgel von Johann Hencke

Im Jahr 1715 erhielt die Kirche eine erste Orgel, deren Erbauer nicht überliefert ist. Das Instrument wurde 1799 von Johann Bohack restauriert und 1848 von Franz Ullmann umgebaut. Erhalten blieb das spätbarocke Gehäuse mit Rückpositiv aus dem Jahr 1827. In den Jahren 1979/1980 erfolgte eine weitere Restaurierung, vorgenommen durch Helmut Allgäuer.

Die Orgel ist ausgestattet mit 14 mechanischen Registern, zwei Manualen und einem Pedal (C-a°, kurze Oktav). Der reich verzierte Prospekt ist direkt in die Brüstung der Empore eingebaut. Sie verfügt über folgende Disposition:
| Hauptwerk (C–c3) |             |           |
| 1.               | Principal   | 8′        |
| 2.               | Gedeckt     | 8′        |
| 3.               | Salicional  | 8′        |
| 4.               | Octav       | 4′        |
| 5.               | Quint       | 3′        |
| 6.               | Super Octav | 2′        |
| 7.               | Mixtur      | 2f. 1 ⁄3′ |

| Positiv C–c3 |           |    |
| 08.          | Copula    | 8′ |
| 09.          | Flöte     | 4′ |
| 10.          | Dulciana  | 4′ |
| 11.          | Oktav     | 2′ |
|              | Tremulant |    |

| Pedal C–a0 |            |     |
| 12.        | Subbass    | 16′ |
| 13.        | Violonbass | 08′ |
| 14.        | Choralbass | 04′ |

- Koppeln: II/I, I/P, II/P

Die Orgel und die sehr gute Akustik des Kirchenraumes werden bei regelmäßigen Konzerten mit klassischer Musik voll zur Geltung gebracht.

## Gruft
Die Gruft unterhalb des Kirchenhauptraumes diente lange Jahrzehnte der Beisetzung von Kirchenoberen aus Wien. Nach der Beräumung Ende der 1920er Jahre wird die Gruft seit 1930 als Treff der Pfadfindergruppe 15 St. Anna der Pfadfinder und Pfadfinderinnen Österreichs genutzt.

## Seelsorge und Gemeindearbeit (Auswahl)
- 2010er Jahre: Pater Alois Bachinger

Pater Maximilian Hofinger
- 2020er Jahre: Pater Franz Aregger

Die Gemeinde unterhält den Kirchenchor Juvenis.

## Im Umfeld der Kirche
Neben der Kirche befindet sich der St.-Anna-Hof, ein bekanntes Veranstaltungs- und Wohngebäude.

## Sonstiges
In Wien, Stadtteil Baumgarten (PLZ 1140), gibt es eine weitere Annakirche. Sie trägt offiziell den Namen Baumgartner Pfarrkirche und gehört zur Pfarrei Heilige Mutter Teresa, Adresse Pachmanngasse 10. Erwähnenswert ist, dass dieses Gotteshaus nach dem Stephansdom die zweithöchsten Kirchtürme der österreichischen Hauptstadt besitzt (57 m hoch).